# Alléthrine

Alléthrine (R = –)
Alléthrine II (R = –)

Les alléthrines sont un groupe de pyréthrinoïdes synthétiques employés comme insecticides. Les pyréthrinoïdes dérivent de composés naturellement présents dans les fleurs de chrysanthèmes (genre Chrysanthemum). Ces molécules sont faiblement toxiques pour les humains et les oiseaux, mais sont très toxiques pour les poissons et les invertébrés aquatiques, ainsi que pour les insectes. Elles sont également toxiques pour les chats car ils possèdent peu ou pas de certaines isoformes de glucuronosyltransférase, enzyme hépatique de détoxification de ces composés. Elles sont par exemple utilisées en pulvérisation à très bas volume (UBV) en plein air contre les moustiques.
On distingue les alléthrines I et II selon qu'il y a respectivement un substituant méthyle –CH3 ou ester de méthyle –COOCH3 à l'une des extrémités de la molécule. Il existe huit stéréoisomères possibles pour chacun de ces deux composés.
- Une forme partiellement énantiopure d'alléthrine I, constituée uniquement de deux stéréoisomères dans un rapport voisin de 1:1, est appelée bioalléthrine[3].
- Le même mélange d'isomères dans un rapport (R):(S) de 1:3 est appelé esbiothrine[4].
- La bioalléthrine (S) pure est appelée S-bioalléthrine, esbioalléthrine ou encore esdépalléthrine (numéro CAS 28434-00-6)[5],[6].